# Etnonim
Etnonimul este numele unui popor. Cuvântul provine din francezul ethnonyme, format la rândul său din grecescul antic ἔθνος (éthnos, „trib”) + ὄνυμα (ónyma, „nume”).

## Denominare
Se disting două tipuri de etnonime care desemnează:
- „grupuri naționale” - etnonime derivate din numele de locuri în care aceste persoane locuiesc. Ele reprezintă numele care desemnează locuitorii unui continent, unei țări, unei regiuni, unui oraș a căror localizare poate fi exprimată printr-o arie geografică actuală și precisă (ex: europeni, flamanzi, olandezi, grenoblezi).
- „grupuri etnice” – reprezintă numele care desemnează populații ce nu corespund nici unei expresii geografice actuale și precise (ex: arabi, berberi, finici, sciți, țigani).

Etnonimul poate fi de două tipuri: 
- endonim, atunci când acesta este generat și sau utilizat de comunitatea la care se referă;
- exonim, atunci când este atribuit comunității respective de către alte popoare.

## A se vedea și
- Exonim și endonim